# 半臂

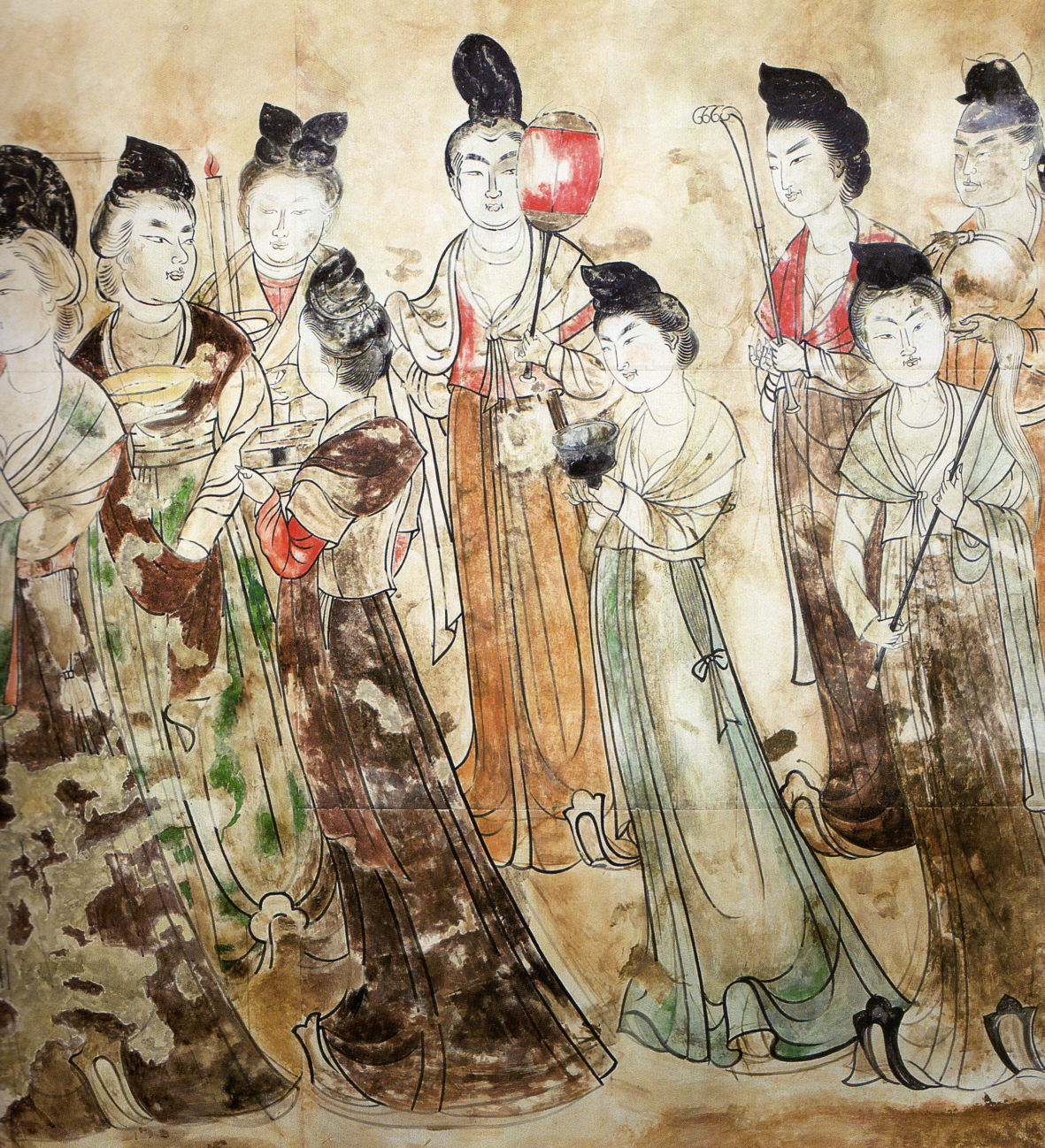
永泰公主墓壁画（初唐）に描かれた、襦裙に半臂を着用した女性たち。

半臂（はんぴ）とは、東アジアの伝統的な服飾において用いられる半袖もしくは袖なしの上衣・胴着である。背子（褙子、はいし）も半袖もしくは袖なしの上衣であり、半臂と同義に使われることもあるが、区別する場合もある。その他に袖なしもしくは半袖の衣服として、背心や比甲、裲襠等があり、地域や時代によっては重複する名称であった。

## 中国

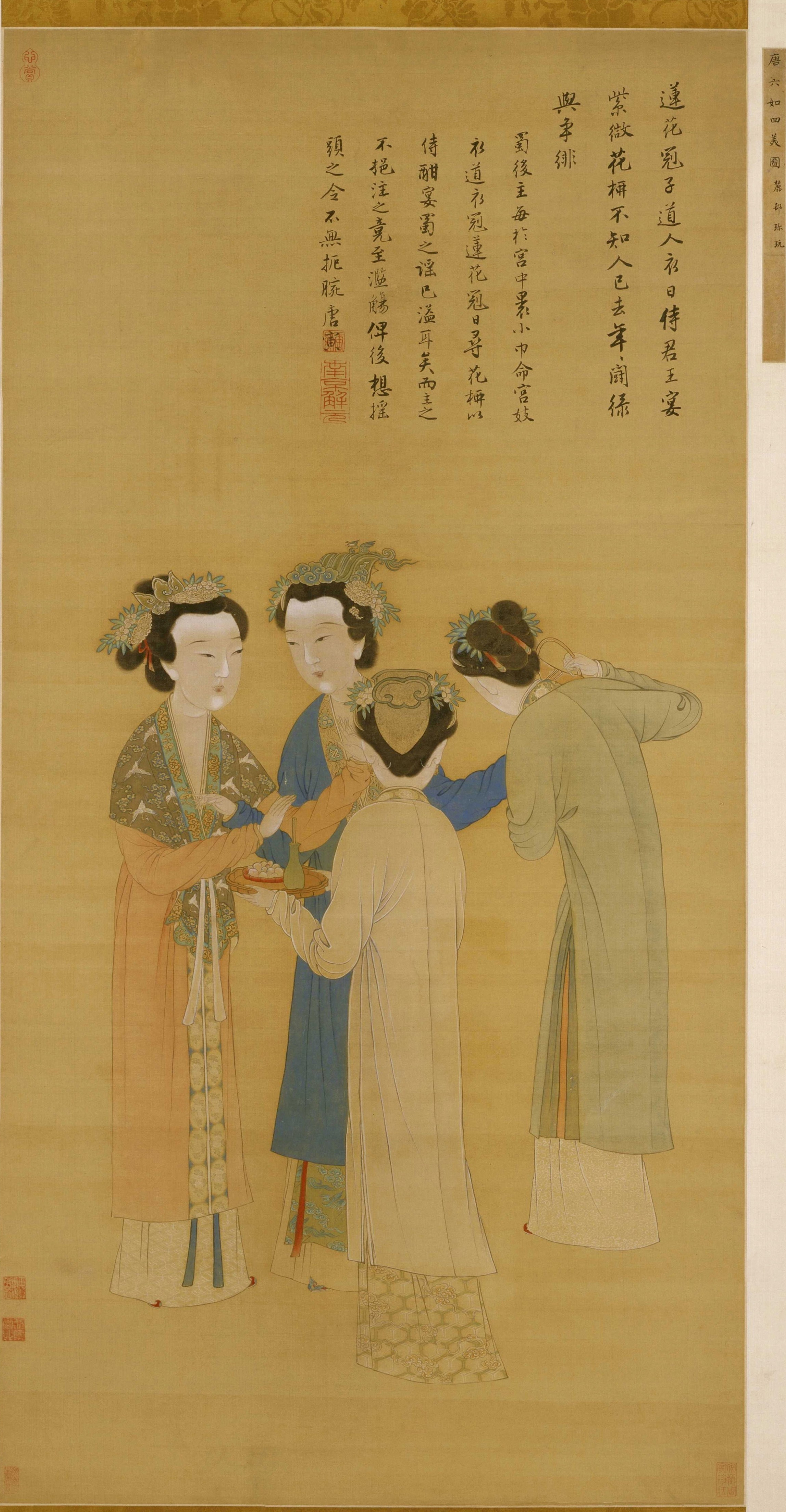
唐寅「孟蜀宮妓図」（明代）に描かれた背子を着た女性たち。

半臂は、古くは隋代から登場し、内官をはじめとして男性が用いたほか（『事物紀原』）、唐の女性が多く用いた。これは「半袖」とも呼び、前開きで襟が体の前で向いあう対襟、もしくは貫頭衣形式で、丈が短く、袖も短かい上衣であり、唐代の女性の主な服飾形式である襦裙に組み合わせて、多く用いられた。
宋に入ると、丈の長い背子（褙子）が流行し、女性が広く使うほか、男性もくつろぐ時の服装に用いた。この背子は、対襟で袖がついており、丈には膝の上までや、踝まで届くようなさまざまな長さがあった。袖がないものは、背心といった。また半臂は女性は上衣に、男性は上衣の下に用いた。明では、上衣として背子のほか、モンゴル族の服飾を取り入れた袖なしの比甲（半臂）が男女ともに広く用いられた。

## 朝鮮半島
朝鮮半島でも半臂や背襠（背心）が広く用いられた。9世紀の興徳王の代に定められた新羅の服制では、男女ともに半臂や裲襠を用いたことが見られる（『三国史記』）。男性は、本来は半臂を上衣の下につけたが、上衣にすることもあった。
李氏朝鮮でも背子（褙子）や半臂は男女ともに使用された。背子（褙子）は上衣の上に用いられる袖なしの短い衣服で、贅沢な生地で作られたり、毛皮の裏を付けたものもあった。現代の韓服でもベスト様の背子が用いられることがある。燕山君12年（1506年）には兵曹下級職の羅将の服として黒の半臂が定められた。

## 日本

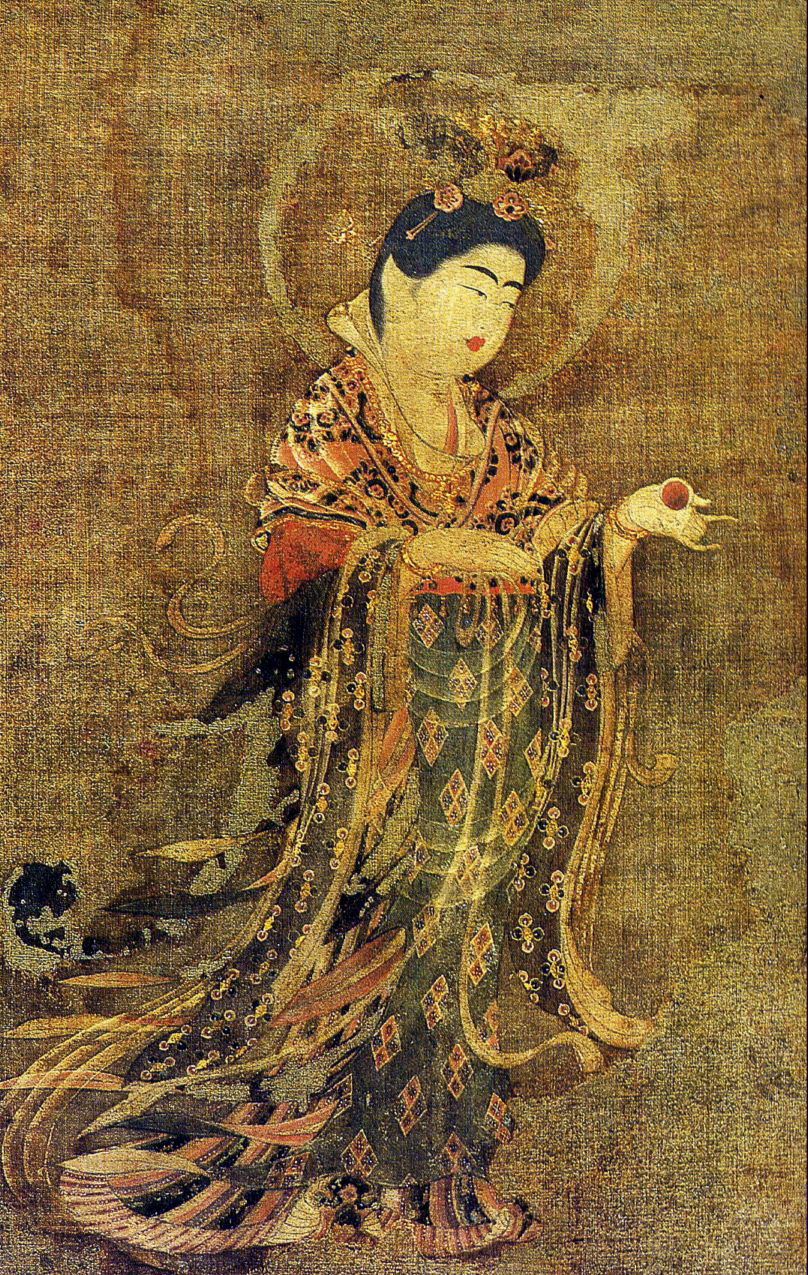
薬師寺吉祥天像（奈良時代）。背子（半臂）を着用する。

日本では奈良時代以降、半臂・背子の使用が確認されるが、半臂は男性用、背子は女性用であったという説もある。また、日本においては、半臂と背子には、腰の周りに襴（横向きの布）が付いているか否かの違いがあった。半臂はその後も、舞楽装束の華やかな装束や、男性官人が朝服（束帯）の袍の下に着る内衣として用いられた。一方、女性の背子は『和名類聚抄』に「カラキヌ」と読むとあり、女房装束の唐衣に発展していったと言われる。

### 舞楽装束における半臂
正倉院には奈良時代の舞楽装束用の華麗な半臂が多く残されており、『西大寺資財帳』等の同時代の古文書中にも「半臂」の記録が見える。文献、遺品ともに絁や布製のものもあるが、錦等の華やかな文様のある高級生地で仕立てたものも多く、これらは襖子等の上に外衣として着用されたとも推測される。正倉院に残る半臂は、左右の襟が垂れる垂領で衽を重ねる形式で、短い袖があり、丈は腰のあたりまでの長さで、裾の下には襴がついている。右衽が多いが左衽のものもある。裾に縫い付けられた紐（襴と同じ生地で作られる）を前で結んで着装した。その後の舞楽装束でも、色鮮やかな織物で仕立て、ごく狭い袖がついた半臂が用いられているが、これは袍の下に着用する。厳島神社に伝わる古神宝（国宝）の中には、赤地錦の半臂が含まれる（安徳天皇所用との伝来がある）。

### 朝服・束帯における半臂

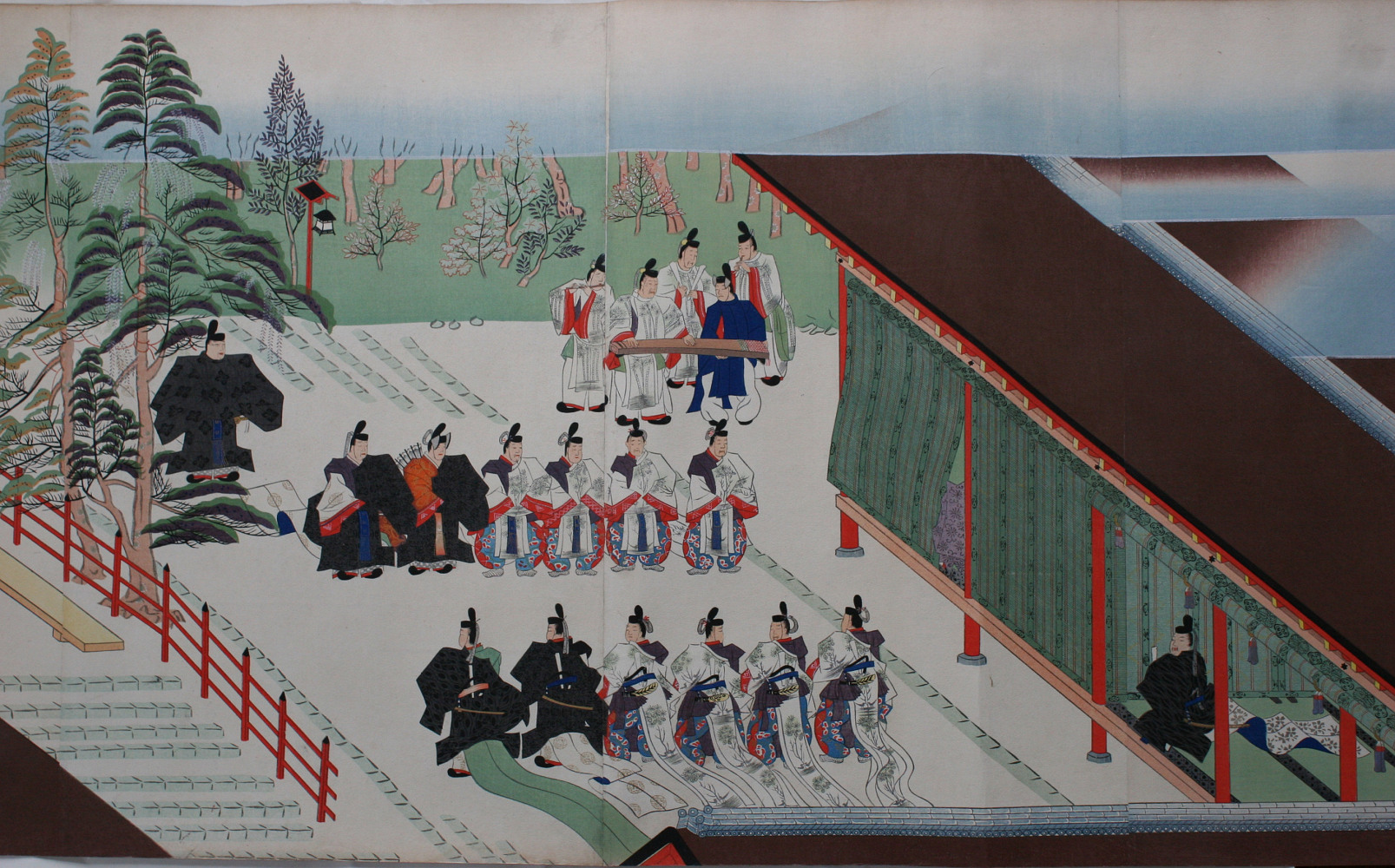
『春日権現験記』（鎌倉時代）。列立する人々の肩脱ぎの下から半臂が見えている。

奈良時代に朝服について定めた『養老令』衣服令には半臂に関する規定がないが、天平7年（735年）の古文書によって下級官人が葛布半臂を所持していたことが伝わることから、8世紀前半には非公式に着用されていたと推測される。
10世紀初頭の『延喜式』には、天皇のために毎月揃える衣料の一覧の中に藍、紫、白の半臂計10領が記載されている（中宮の料には背子が含まれる）。10世紀半ばから11世紀初頭に成立した『西宮記』の頃までには、袍の下、下襲の上に半臂を着用する慣習が確立していたと見られる。
その後も束帯装束等において、特に闕腋袍の下に着用する胴着として半臂は用いられ続けた。戦国時代の『山科言継卿記』には半臂の調進に関わる記事等が見られ、この時代にも半臂は用いられていたが、江戸時代前期には、一旦、使用が中絶したと言われる。鈴木敬三によれば、貞享4年（1687年）の大嘗会再興以降は、闕腋袍には半臂の着用が本儀となった。しかし、元禄7年（1694年）に賀茂祭の勅使発遣を復興した時、勅使の近衛次将野宮定基は半臂の使用を望んだが間に合わず、その後も定基や滋野井公澄等が賀茂祭復興を進める中、元禄10年に公澄が勅使を勤めた際には、記録や高倉家に伝わる半臂をもとに再興し、着用した（『新野問答』等）。江戸後期の公家日記でも昇進のお礼に参内する拝賀などの時に、夏の束帯に半臂を用いた例がある。明治以降も、即位の礼における武官や、男性皇族の成年式等において闕腋袍を用いる際には半臂が着用される。

#### 形態と着用機会

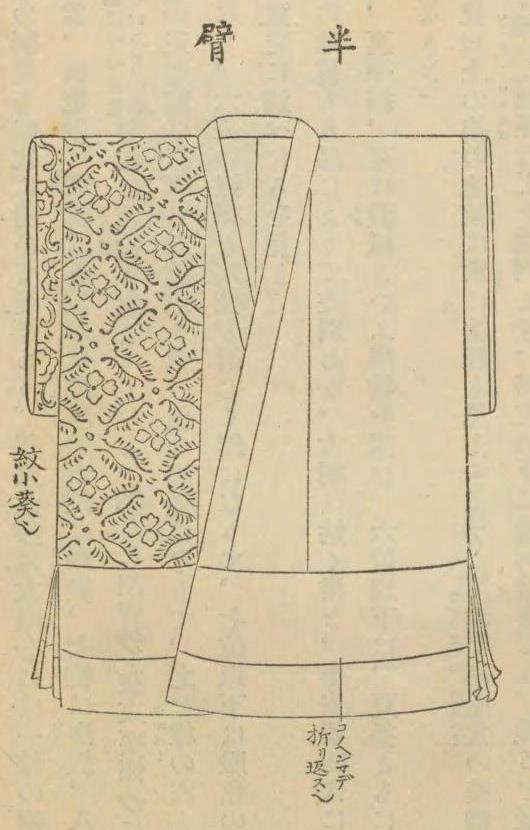
『装束図解』による半臂の形態

束帯装束に着用する半臂の初期の形態は不明だが、後世のものは、舞楽装束の半臂同様、垂領で衽を重ねる形式の腰丈の胴着で、裾に襴がぐるりと縫い付けられている。身は二幅で、袖はない。襴には横と背後に多くの襞が取られ、動きやすく出来ている。正倉院伝来の半臂は裾に紐が縫いつけられているが、束帯の半臂はいつしか独立した「小紐」で結びあわせるようになった。小紐には「忘緒」（わすれお）という飾り紐を通して垂らす。中世以降の記録によれば、忘緒は襴と同じ生地で、長さ1丈2尺（約3メートル半）、幅3寸3分（約10センチメートル）の帯形に作り、これを三重に折りたたんで左腰に通した（『装束雑事抄』等）。
半臂は袍の種類や地質、着用機会によって着けないこともあった。『西宮記』によれば、天皇は冬も必ず半臂を着るが、上位の官人は必要な場合のみ着用した。平安時代末期までには、文官や五位以上の武官が通常着用する縫腋袍の場合、冬は半臂を着用せず、夏のみ着用するようになっていた（『満佐須計装束抄』等）。これは、冬の袍は裏地があって内衣が見えないのに対し、夏の袍は薄物の生地で裏地もなく、内衣が透けて見えるためである。一方、下位の武官や童、また特定の行事の際に用いられる闕腋袍の場合は、両脇のスリットから半臂が見えるため、冬も半臂を略することはなかった。また、行幸や饗宴、五節等、舞や酒席等のために肩脱ぎをする場合や、騎馬の際には、冬の縫腋袍であっても、半臂を着けた。縫腋袍の下に着る半臂は襴や忘緒を見せる機会はないので、後には襴のない胴だけの「切半臂」を用い、下襲の裾の腰紐で結んで着用することが増えた（『装束雑事抄』等）。
近世には、山科流は胴と襴を別に作った切半臂、高倉流は胴の下に襴を縫いつけた本来の形式である「続半臂」（つづきはんぴ）を調進するのを例とした。山科言継が16世紀半ばに天皇の喪服である錫紵を調進した際には、布製の闕腋の袍の下に着る布の半臂は胴と襴をわけて調進している。また、徳川家慶墓には夏の束帯一式が納められたが、襴のない切半臂の胴だけがその中に含まれていた。中世の例を復古的に模したものとみられる。

#### 地質
生地は、『延喜式』において、公卿以外は羅を用いてはならないことや、五位以上でなければ滅紫色が使えないという禁制が示されている。11世紀初頭に成立した法制書『政事要略』の記載によれば、滅紫色は次第に黒色に変化していった。また、『西宮記』によれば、襴は冬でも羅で作った。12世紀から13世紀の有職故実書の記述によれば、公卿および禁色勅許を受けた蔵人と殿上人（禁色人）は、冬は胴は黒の打ち綾（文様は小葵等）の袷、襴の部分は羅で裏をつけない。夏は胴も襴も三重襷の黒の羅や薄物（裏はない）。それ以外の者は、冬は黒平絹、夏は下襲と同じ二藍の薄物で、いずれも無文を使用する。
15世紀頃になると、冬の半臂の裏は、公卿・禁色人もそれ以外も、水色の平絹とすることが多くなった。これは冬の若年の下襲に中倍（なかべ）を入れる場合、水色の平絹を用いたからである。ただし高倉家説では下襲の裏地である黒い菱文綾を用いた。近世には、山科家は水色平絹、高倉家は黒平絹を裏に用いる慣習となった。また、羅は元来菱模様が織り出されたが、室町後期に有文羅が廃絶すると、冠に貼る無文羅が使用された。大正の即位の大礼では、闕腋袍の使用者の半臂は表白、裏黒とされた。下襲と同じ生地が使用されたからである。昭和の即位の大礼においては変更され、臣下のものは黒い表地に水色平絹の裏地の続半臂となった。裏の色は山科流、形状は高倉流という折衷様式である。表地は勅任官は有文、奏任官以下は無文であった。なお皇族が成年式に用いるものは、冬ならば黒い小葵文綾の表地に、水色平絹の裏、羅の襴である。遺品に依る限り切半臂が多かったようである。
なお平安時代以降、特別な行事において「一日晴」とする時には、「染装束」として、さまざまな色の下襲を着用し、半臂もこれと同じ生地を用いることがあった。下襲に中倍があるときは、中倍と同じ生地を半臂の裏とする。襴は表地のみを使う。